# Rudolf Strejček
Rudolf Strejček (Ohrazenice, 30 novembre 1950) è un sollevatore cecoslovacco medagliato europeo, che gareggiò nelle categorie dei pesi massimi e pesi supermassimi.

## Carriera
Militò nelle squadre TJ VCHZ di Pardubice per le giovanili, TJ ŽD di Bohumín dal 1971 al 1973 e TJ Rudá Hvězda Praha dal 1969 al 1971 e dal 1973 al 1983, avendo come allenatori Bohuslav Svoboda, Václav Peterka, Antonín Drešl ed Emil Brzóska.
Dal 1970 partecipò a tre edizioni dei Giochi olimpici, a otto edizioni dei campionati mondiali e a dieci edizioni dei campionati europei. A Monaco di Baviera nel 1972, che valeva come campionato mondiale, si classificò al nono posto; a Montréal nel 1976, valevole come campionato mondiale, si classificò all'ottavo posto, mentre a Mosca nel 1980, anch'essa come le precedenti valevole come campionato mondiale, si classificò al quarto posto vincendo una medaglia d'argento nello strappo.
Per i campionati mondiali il miglior piazzamento nell'esercizio totale fu il quarto posto a L'Avana nel 1973 e a Salonicco nel 1979, conquistando una medaglia d'argento e due di bronzo nello strappo  tra il 1973 e il 1981. Per i campionati europei vinse la medaglia di bronzo nell'esercizio totale a Varna nel 1979 e altre due medaglie d'argento e due di bronzo nello strappo tra il 1978 e il 1981. Nel 1983 si ritirò dall'attività agonistica.